# Skyfall (soundtrack)
Skyfall je soundtrack k 23. filmové bondovce Skyfall, natočené pro společnost Eon Productions. Ve Velké Británii vyšel 29. října 2012 u vydavatelství Sony Classical a ve Spojených státech pak 6. listopadu 2012. Hudbu zkomponoval Thomas Newman, jako svou první práci pro bondovskou sérii. Stal se tak devátým skladatelem filmové hudby k příběhům Jamese Bonda.

## Vznik
Filmoví producenti Michael G. Wilson a Barbara Broccoliová 9. ledna 2012 oznámili, že by se autorem hudby k nové bondovce Skyfall měl stát Thomas Newman, blízký spolupracovník režiséra filmu Sama Mendese.
Průběh získání práce Newman popsal slovy: „Velmi ostýchavě jsem mu [Mendesovi] zavolal nebo poslal mail a řek, vždyť víš, že bych tu věc strašně rád dělal, ale nechtěl bych vypadat sebevědomě. Odepsal, že se mi právě chystal zavolat a pozval mě na oběd„. Newman tak převzal hudební složku snímku od skladatele Davida Arnolda, který se podílel na pěti předchozích bondovkách. Skyfallu se nemohl věnovat pro pracovní vytížení na závěrečných ceremoniálech londýnské olympiády a paralympiády. Arnold však později režisérův výběr komentoval slovy, že hlavním důvodem Mendesovy volby byla opakovaná filmová spolupráce s Newmanem.
Dne 6. října 2012 došlo ke zveřejnění seznam skladeb a jejich délky. První ukázky hudby vyšly o tři dny později 9. října, zatímco celý soundtrack se vydání dočkal necelý měsíc poté u labelu Sony Classical.
Na rozdíl od většiny soundtracků k bondovkám album neobsahuje stejnojmennou titulní skladbu „Skyfall“, z autorské dílny Adele a Paula Epwortha. Po soundtracku Casino Royale z roku 2006 je tak druhou nahrávku celé série, na níž chybí hlavní píseň. Přesto skladba č. 13 instrumentálně odráží titulní šlágr.
Buklet CD uvádí, že hudba obsahuje změněné prvky titulní skladby k první bondovce „James Bond Theme“, jejímž autorem byl Monty Norman. Arnoldovo aranžmá „James Bond Theme“ pak doprovází závěrečné titulky filmu Skyfall, ovšem soundtrack jej neobsahuje.

## Seznam skladeb
| Skyfall        | Skyfall                | Skyfall |
| Pořadí         | Název                  | Délka   |
| -------------- | ---------------------- | ------- |
| 1.             | Grand Bazaar, Istanbul | 5:14    |
| 2.             | Voluntary Retirement   | 2:22    |
| 3.             | New Digs               | 2:32    |
| 4.             | Sévérine               | 1:20    |
| 5.             | Brave New World        | 1:50    |
| 6.             | Shanghai Drive         | 1:26    |
| 7.             | Jellyfish              | 3:22    |
| 8.             | Silhouette             | 0:56    |
| 9.             | Modigliani             | 1:04    |
| 10.            | Day Wasted             | 1:31    |
| 11.            | nepojmenováno          | 4:48    |
| 12.            | Someone Usually Dies   | 2:29    |
| 13.            | Komodo Dragon          | 3:20    |
| 14.            | The Bloody Shot        | 4:46    |
| 15.            | Enjoying Death         | 1:13    |
| 16.            | The Chimera            | 1:58    |
| 17.            | Close Shave            | 1:32    |
| 18.            | Health & Safety        | 1:29    |
| 19.            | Granborough Road       | 2:32    |
| 20.            | Tennyson               | 2:14    |
| 21.            | Enquiry                | 2:49    |
| 22.            | Breadcrumbs            | 2:02    |
| 23.            | Skyfall                | 2:32    |
| 24.            | Kill Them First        | 2:22    |
| 25.            | Welcome to Scotland    | 3:21    |
| 26.            | She's Mine             | 3:53    |
| 27.            | The Moors              | 2:39    |
| 28.            | Deep Water             | 5:11    |
| 29.            | Mother                 | 1:48    |
| 30.            | Adrenaline             | 2:18    |
| Celková délka: | Celková délka:         | 77:55   |

| Bonus na iTunes | Bonus na iTunes     | Bonus na iTunes |
| Pořadí          | Název               | Délka           |
| --------------- | ------------------- | --------------- |
| 31.             | Old Dog, New Tricks | 1:48            |
| Celková délka:  | Celková délka:      | 79:03           |